# Dikke Meer
Dikke Meer is een helling in de Belgische provincie Vlaams-Brabant, genoemd naar de straat waarover ze loopt. Het wegdek bestaat deels uit kasseien. De helling is opgenomen in de Cotacol Encyclopedie met de 1.000 zwaarste beklimmingen van België onder de naam ‘Beerselstraat’, wat vroeger de straatnaam was.
De weg is voor het grootste deel een holle weg die door de landbouwvelden loopt. Op het kruispunt met de Frans De Greefstraat ligt nog een oude Romeinse kassei.
Volgens overlevering zou de Dikke Meer een mijlpaal zijn van de Romeinen en bovenop de restanten van een Romeinse heirbaan liggen. Deze theorie wordt ondersteund door de vondst van Romeinse munten. De laatste functie van de weg is een eenvoudige grenspaal tussen Alsemberg en Dworp. 